# La Roue Tourangelle 2013
La Roue Tourangelle 2013, dodicesima edizione della corsa e valida come evento dell'UCI Europe Tour 2013 categoria 1.1, si svolse il 21 aprile 2013 su un percorso totale di circa 195 km. Fu vinta dal francese Mickaël Delage che terminò la gara in 4h31'12", alla media di 43,14 km/h.
Al traguardo 88 ciclisti portarono a termine la gara.

## Squadre e corridori partecipanti
| N.    | Cod. | Squadra                      |
| ----- | ---- | ---------------------------- |
| 1-8   | FDJ  | FDJ                          |
| 11-18 | ALM  | AG2R La Mondiale             |
| 21-28 | EUC  | Team Europcar                |
| 31-38 | SOJ  | Sojasun                      |
| 41-48 | BSE  | Bretagne-Séché Environnement |
| 51-58 | COF  | Cofidis, Solutions Credits   |
| 61-68 | AND  | Androni Giocattoli-Venezuela |
| 71-78 | CSS  | Champion System              |

| N.      | Cod. | Squadra                 |
| ------- | ---- | ----------------------- |
| 81-88   | CJR  | Caja Rural              |
| 91-98   | BIG  | BigMat-Auber 93         |
| 101-108 | LPM  | La Pomme Marseille      |
| 111-118 | RLM  | Roubaix-Lille Metropole |
| 121-128 | CCD  | Team Differdange-Losch  |
| 131-138 | BGT  | Bridgestone-Anchor      |
| 141-148 | CCB  | Colorcode-Biowanze      |

## Ordine d'arrivo (Top 10)
| Pos. | Corridore        | Squadra       | Tempo    |
| ---- | ---------------- | ------------- | -------- |
| 1    | Mickaël Delage   | FDJ           | 4h31'12" |
| 2    | Benjamin Giraud  | La Pomme Mar. | s.t.     |
| 3    | Jaŭhen Hutarovič | AG2R La Mond. | s.t.     |
| 4    | Omar Bertazzo    | Androni       | s.t.     |
| 5    | Cyril Lemoine    | Sojasun       | s.t.     |
| 6    | Fabien Schmidt   | Sojasun       | s.t.     |
| 7    | Julien El Fares  | Sojasun       | s.t.     |
| 8    | Marcos García    | Caja Rural    | s.t.     |
| 9    | Sébastien Turgot | Europcar      | s.t.     |
| 10   | Angélo Tulik     | Europcar      | s.t.     |